# Korma
Il korma o qorma è un piatto originario del subcontinente indiano, composto da carne o verdure brasate con yogurt (dahi) o panna, acqua o brodo e spezie per produrre una salsa densa.

## Etimologia
Il nome inglese è un'anglicizzazione della parola qorma in Urdu, che significa "brasare". Si riferisce alla tecnica di cottura utilizzata nel piatto. Nomi come ghormeh (in persiano) e qovurma (o kavarma) in lingua azera, derivano da una parola turca qawirma, che significa "[una] cosa fritta". Il korma indiano non è però correlato in senso culinario al moderno kavurma turco o ad altri piatti che utilizzano la stessa radice, poiché impiegano tecniche e ingredienti molto diversi.

## Storia
Il korma ha le sue radici nella cucina Mughlai del subcontinente indiano. Un piatto caratteristico della cucina Mughal risale al XVI secolo e alle incursioni dei Mughal nella regione. I korma venivano spesso preparati nelle cucine della corte Mughal, come il famoso korma bianco, guarnito con una lamina d'argento chiamata vark, il quale si dice fosse stato servito a Shah Jahan e ai suoi ospiti all'inaugurazione del Taj Mahal.
Tradizionalmente, un korma è un piatto in cui carne o verdure vengono brasate con yogurt, panna o brodo. Il sapore di un korma si basa su una miscela di spezie, tra cui il coriandolo macinato e il cumino, unite a yogurt mantenuto al di sotto della temperatura di cagliatura e incorporato lentamente e con attenzione con i succhi di carne. Un korma può essere leggermente speziato o molto piccante e può contenere carne di agnello, capra, pollo, manzo o selvaggina; alcuni korma combinano carne e verdure come spinaci e rapa. Il termine Shahii, utilizzato per alcuni korma, indica il suo status di piatto di prestigio, piuttosto che un pasto quotidiano, e la sua associazione con la corte.

## Preparazione

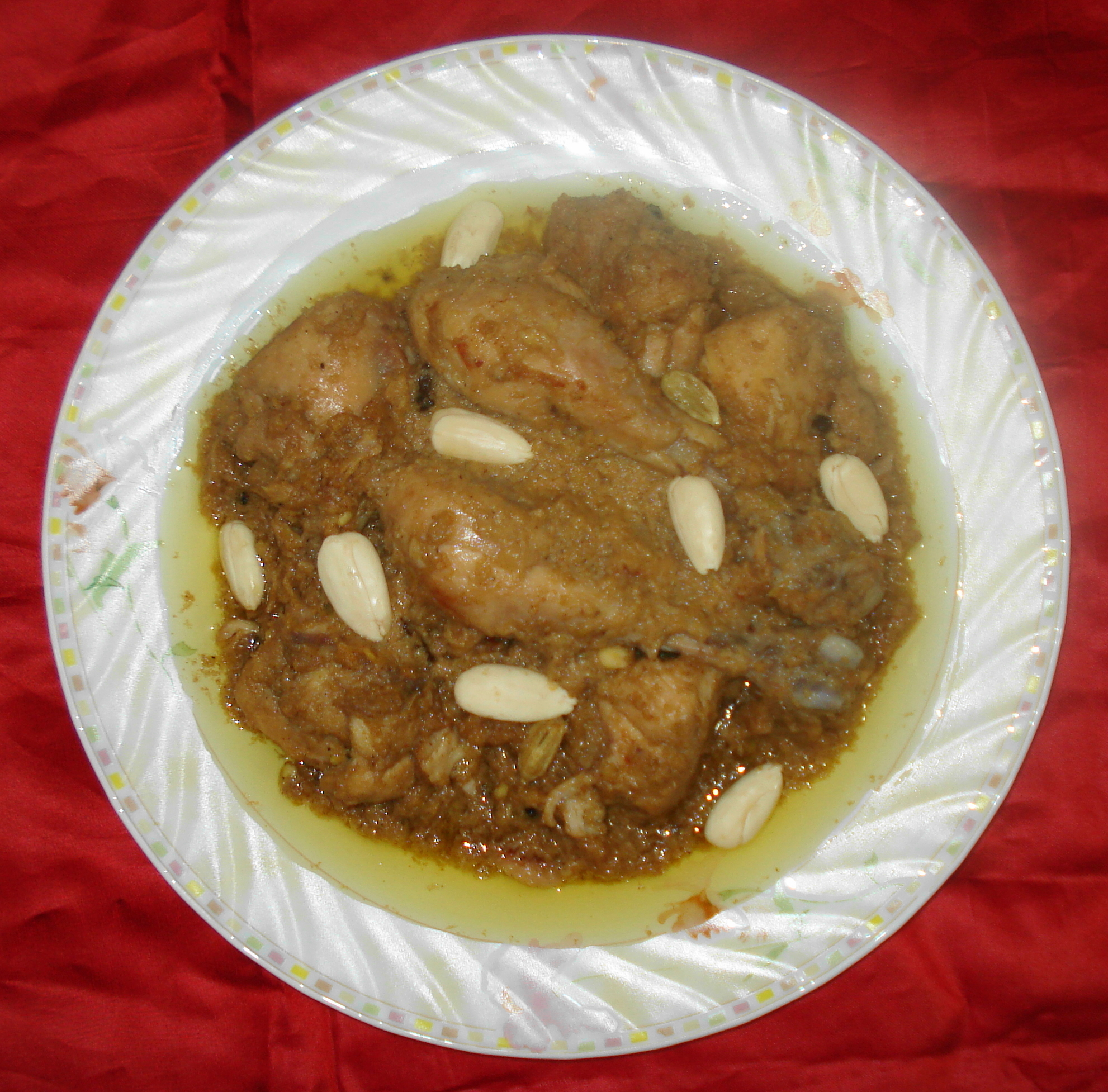
Korma Bianco di pollo

La preparazione del korma è simile ad altre tecniche di brasatura in quanto la carne o la verdura viene prima cotta rapidamente, o scottata, usando un fuoco alto, solitamente usando il burro chiarificato (ghi), e poi sottoposta a una lunga e lenta cottura usando calore umido e una quantità minima di liquido aggiunto. La pentola può essere sigillata con l'impasto durante le ultime fasi di cottura, utilizzando una tecnica chiamata dum o dampokhtak.
Il korma può avvalersi di una tecnica chiamata bagar: più avanti nella cottura, ulteriori spezie vengono mescolate con il ghi riscaldato e poi unite alla salsa formata dalla brasatura; la padella viene quindi coperta e scossa per far uscire il vapore e mescolare il contenuto.
C'è un'ampia variazione tra il classico korma e altre ricette "al curry". Si usano spesso peperoncino e zenzero, ma il metodo preciso di preparazione si delinea in sapori molto diversi tra loro. Possono essere aggiunte foglie di alloro indiano o cocco essiccato, quest'ultimo è un aroma prevalentemente dell'India meridionale.
Un korma pilau (pilaf) è un piatto di riso e brasato di carne.

## Variazioni

### Nel Regno Unito
Nel Regno Unito, un tipico korma servito nei ristoranti asiatici è un piatto leggermente speziato con una salsa densa. Spesso contiene mandorle, anacardi e cocco o latte di cocco. Nel secolo 21 il pollo korma è stato più volte citato come il curry più popolare nel Regno Unito, sostituendo il pollo tikka masala nelle indagini sulle abitudini alimentari del pubblico.

### Navratan korma

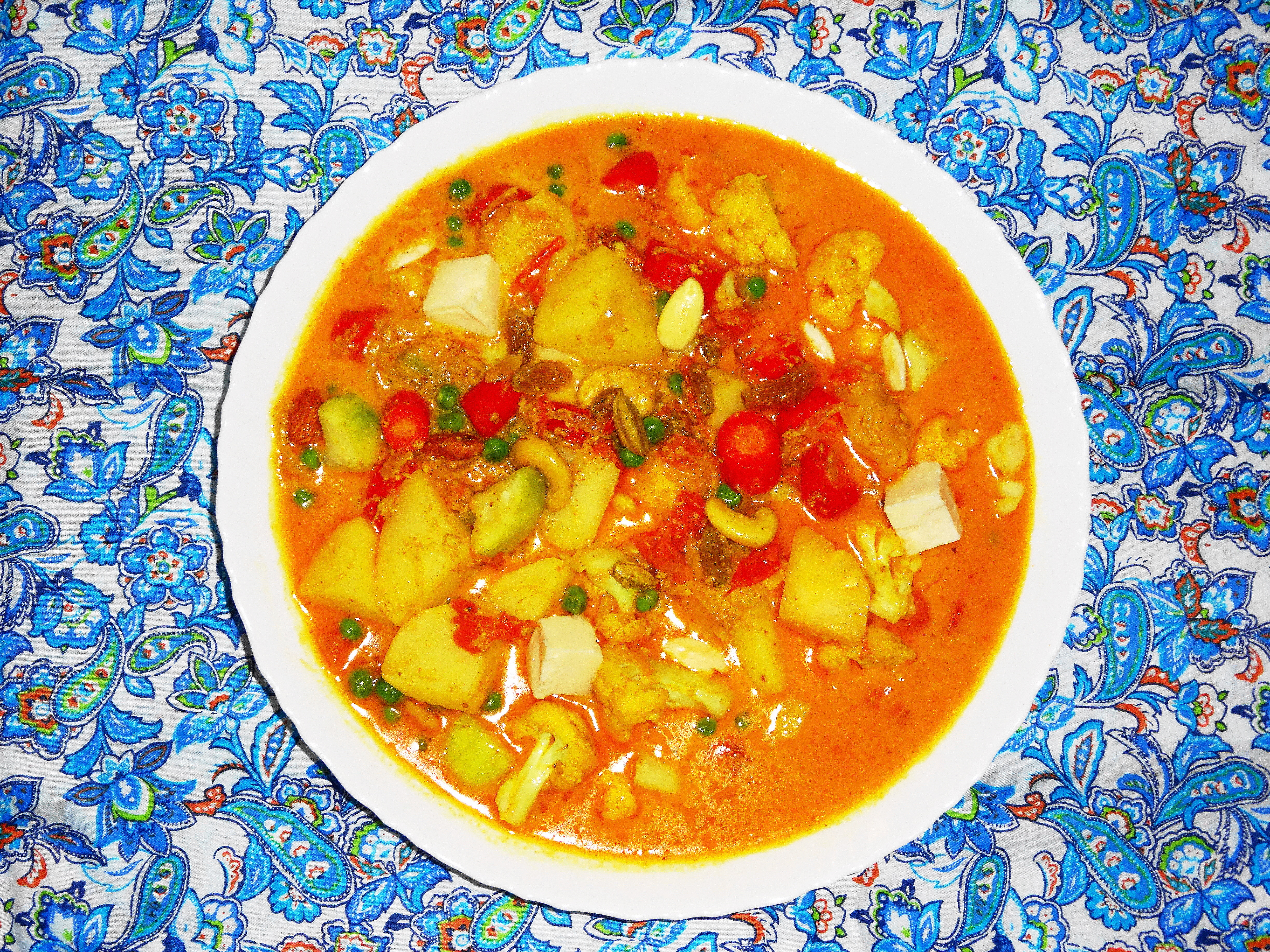
Navratan Korma

Il navratan korma è un korma vegetariano a base di verdure e paneer (un formaggio indiano) o noci - o talvolta entrambi. Navratan significa "nove gemme" ed è comune che la ricetta includa nove diverse verdure.

### Eid korma
In alcune parti dell'Asia meridionale, il korma è usato per denotare un piatto a base di carne di agnello, capra o mucca brasata con poche spezie, comune durante la  Eid al-adha. Il sapore deriva dalla carne e dal grasso dei tagli scelti. È stato spesso fatto per conservare la carne per un breve periodo, poiché lo strato di grasso forma una barriera per aiutare a prevenire il deterioramento, è simile alla carne di manzo in scatola.